# Sparganium androcladum
Sparganium androcladum là một loài thực vật có hoa trong họ Typhaceae. Loài này được (Engelm.) Morong miêu tả khoa học đầu tiên năm 1888.

## Hình ảnh

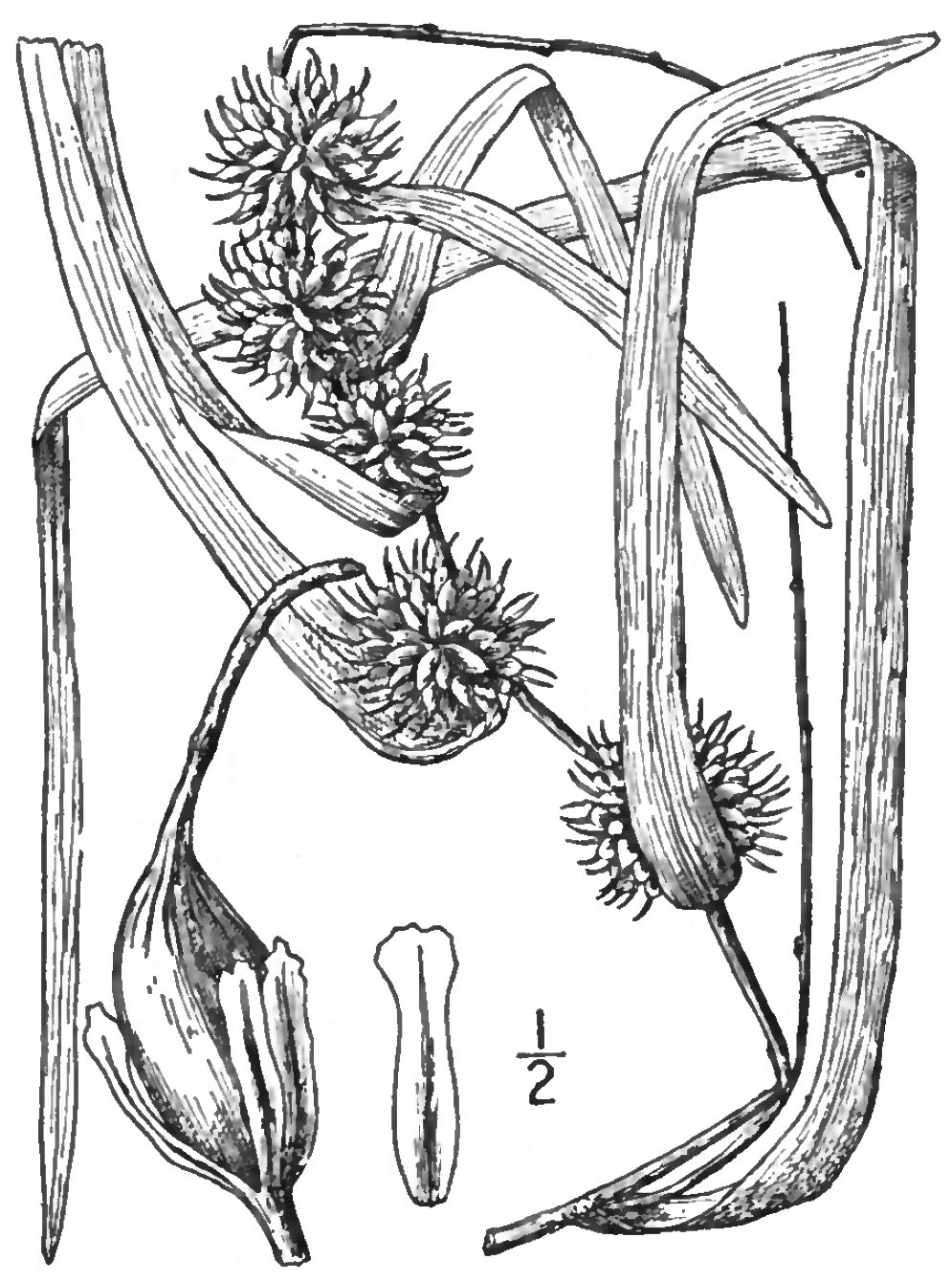